# Tremellochaete
Tremellochaete is een geslacht van schimmels behorend tot de familie Auriculariaceae. De typesoort is Tremellochaete japonica.

## Soorten
Het geslacht bestaat uit zes soorten (peildatum februari 2023):
| Soortnaam                  | Auteur(s)                   | Publicatiejaar |
| -------------------------- | --------------------------- | -------------- |
| Tremellochaete atlantica   | Alvarenga                   | 2019           |
| Tremellochaete cerradensis | Alvarenga                   | 2019           |
| Tremellochaete ciliata     | (Möller) Spirin & Alvarenga | 2019           |
| Tremellochaete hispidula   | Raitv.                      | 1964           |
| Tremellochaete japonica    | (Yasuda) Raitv.             | 1964           |
| Tremellochaete nigerrima   | (Viégas) Spirin & Malysheva | 2017           |